# Glyphuroplata anisostenoides
Glyphuroplata anisostenoides är en skalbaggsart som beskrevs av E. Riley 1985. Glyphuroplata anisostenoides ingår i släktet Glyphuroplata och familjen bladbaggar. Inga underarter finns listade i Catalogue of Life.